# Коптяевская (Устьянский район)
Коптяевская — деревня в Устьянском районе Архангельской области.

## География
Находится в южной части Архангельской области на расстоянии приблизительно 22 км на восток-северо-восток по прямой от административного центра района поселка Октябрьский на правобережье реки Устья.

## История
В 1859 году здесь (деревня Вельского уезда Вологодской губернии) было учтено 35 дворов. До 2022 года входила в Орловское сельское поселение до его упразднения.

## Население
Численность населения: 245 человек (1859 год), 89 (русские 99 %) в 2002 году, 69 в 2010.